# Bęben (nazwisko)
Bęben (forma żeńska: Bęben, Bębenowa, Bebęnówna, liczba mnoga: Bębnowie) – polskie nazwisko. Najwięcej osób o nazwisku Bęben mieszka w Krośnie (224) oraz w Kielcach (131). Nazwisko wywodzi się od wyrazu pospolitego Bęben.

## Osoby o nazwisku Bęben
- Damian Bęben (ur. 1975) – polski naukowiec
- Andrzej Bęben (ur. 1974) – polski inżynier
- Marcin Bęben (ur. 1980) – polski piłkarz
- Marek Bęben (ur. 1958) – polski piłkarz
- Wojciech Bęben (ur. 1949) – polski naukowiec

## Demografia
Według danych z lat 90 XX wieku nazwisko to nosiło 3460 osób. Według bazy PESEL z dnia 27 stycznia 2022 roku nazwisko to nosi 1 918 Polek i 2 049 Polaków. Łącznie nazwisko to nosi 3 967 Polskich obywateli.
Najwięcej osób o nazwisku Bęben mieszka w:
| Miasto    | Osób |
| --------- | ---- |
| Krosno    | 224  |
| Kielce    | 131  |
| Kraków    | 82   |
| Wrocław   | 75   |
| Sosnowiec | 54   |